# Walter Quakernack
Walter Friedrich Wilhelm Konrad Quakernack (ur. 9 lipca 1907 w Bielefeld, zm. 11 października 1946 w Hameln) – zbrodniarz hitlerowski, SS-Oberscharführer, członek załogi obozów koncentracyjnych Auschwitz-Birkenau, Neuengamme i Bergen-Belsen.
Z zawodu był urzędnikiem. Karierę obozową rozpoczął w Auschwitz. Quakernack pełnił tu służbę między innymi jako funkcjonariusz Wydziału Politycznego (obozowego gestapo) i komendant podobozu (Lagerführer) Eintrachthütte. Brał aktywny udział w egzekucjach i okrutnych przesłuchiwaniach więźniów. Uczestniczył również w akcji gazowania Żydów w Birkenau i kremacji ciał ofiar. W Eintrachthütte wsławił się brutalnością w stosunku do więźniów pochodzenia żydowskiego. Podczas ewakuacji podobozu do Bergen-Belsen mordował z zimną krwią niezdolnych do dalszego marszu więźniów (ok. 100 z nich zginęło). Następnie Quakernack był komendantem Hanower-Mühlenberg, podobozu KL Neuengamme. Obóz ten był strzeżony między innymi przez 40 marynarzy, co było ewenementem w strukturach obozowych SS.
Walter Quakernack dostał się w obozie Bergen-Belsen do niewoli alianckiej. Został skazany podczas drugiego procesu załogi Bergen-Belsen (w Celle) na karę śmierci za zbrodnie popełnione podczas marszu śmierci z Eintrachthütte do Bergen-Belsen. Wyrok wykonano przez powieszenie dnia 11 października 1946 roku w więzieniu w Hameln.